# Onomatopeya

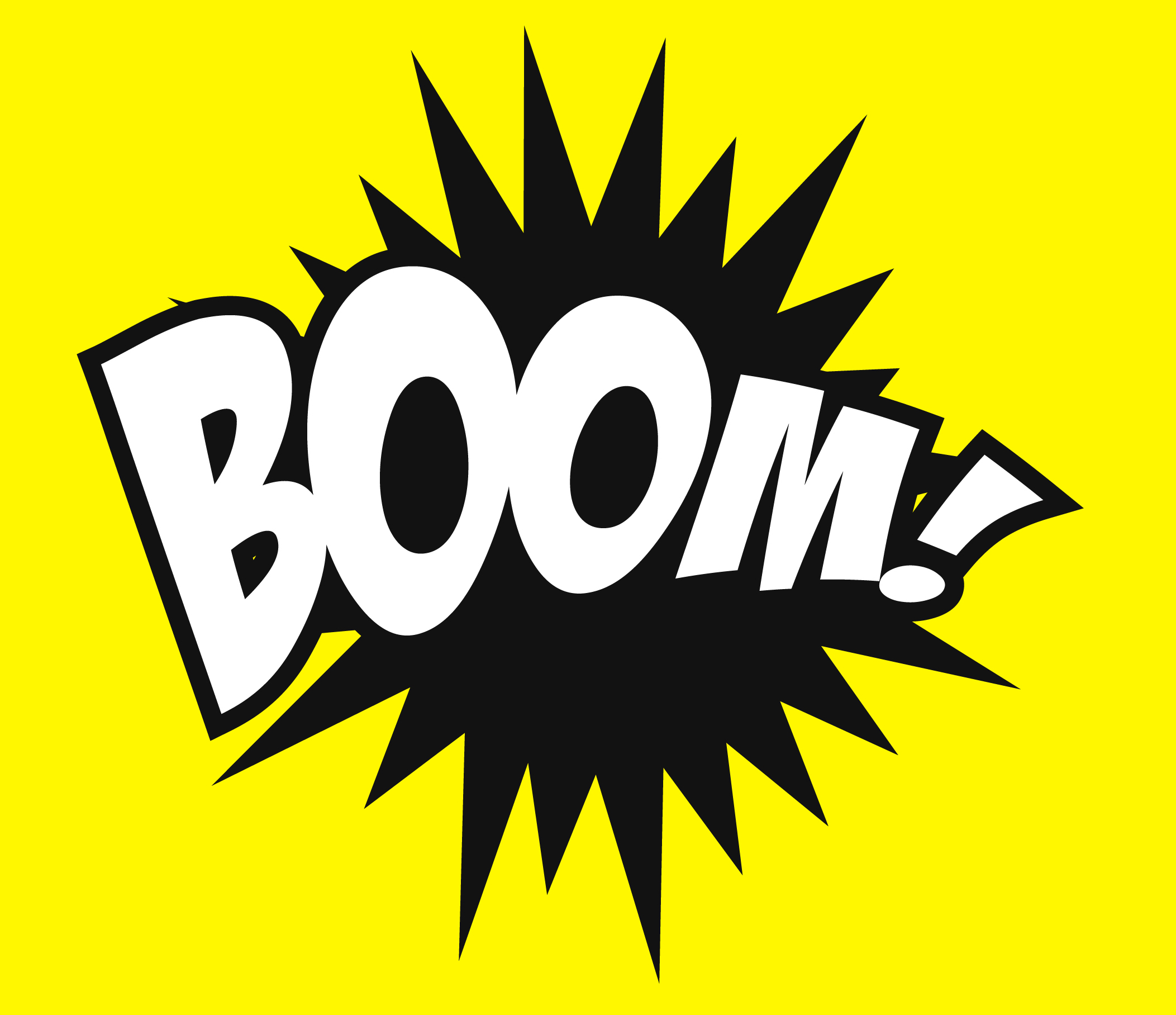
Onomatopeya de una bomba.

La onomatopeya(del griego clásico ὀνόματος [onómatos] –genitivo de ὄνομα [ónoma], ‘nombre’– y ποιΐα [poiía], ‘hacer’ > en latín onomatopoeïa) es la representación de un sonido natural o de otro acto  acústico no discursivo. Según la Real Academia Española, es la imitación del sonido de algo en el vocablo que se forma para significarlo o vocablo que imita o recrea el sonido de la cosa o la acción nombrada. Ejemplos típicos de onomatopeyas son «bum», «clap», «pam», «ah», «bing», «clic», «pum», «cabum», «fui fuiu» , «ñam», etc. También pueden ser casos para referirse a fenómenos visuales como «zigzag».
Existen onomatopeyas en todos los idiomas aunque suelen diferir de uno a otro, a veces radicalmente, ya que la mayoría de los sonidos no se pueden articular fonéticamente.
El idioma japonés es posiblemente la lengua más rica en onomatopeyas, ya que estas se encuentran incorporadas en el habla cotidiana y se utilizan tanto para describir sonidos como figuras o para enriquecer acciones. Existen así, por ejemplo, alrededor de diecisiete onomatopeyas para describir el acto de caminar, permitiendo discernir entre pequeños pasos de bebé, un paso acelerado o un caminar arrastrando los pies.
En la creación literaria, la onomatopeya busca reflejar algo más que el sonido, bien mediante palabras como en “el chasquido del látigo", "el borboteo de un líquido caliente" o "el chisporrotear de la leña ardiendo", que además del sonido parecen reflejar la acción misma. 
Las onomatopeyas pueden ser visuales o auditivas. Las visuales, utilizadas en la poesía de vanguardia desde Apollinaire, pueden emplear la metáfora gráfica o caligrama. Las auditivas, empero, son las más usadas en la poesía clásica. También es una palabra formada por imitacion de un sonido, de un ruido o incluso de un fenómeno visual, con el que también está vinculada semánticamente.
Un ejemplo de onomatopeya visual es la expresión ¡PLOP! (la cual viene acompañada del personaje cayéndose hacia atrás), la cual sale al final de las historietas de la revista chilena Condorito.
Algunas teorías lingüísticas consideran las onomatopeyas como el origen del lenguaje, diciendo que los primeros humanos en hablar lo hicieron imitando los sonidos que habla a su alrededor.

## Onomatopeyas en animales
Frecuentemente, las onomatopeyas se emplean para describir el sonido emitido por animales, variando entre distintos idiomas. Algunos ejemplos son los siguientes:
| Animal      | Español                     | Asturiano | Alemán       | Francés    | Inglés                       | Japonés & Hepburn | Japonés & Hepburn | Polaco              | Húngaro  |
| ----------- | --------------------------- | --------- | ------------ | ---------- | ---------------------------- | ----------------- | ----------------- | ------------------- | -------- |
| Ave         | pío pío                     | char      | piep         | cui / piou | chirp / cheep / peep / tweet | ピヨ              | piyo              | pi                  |          |
| burro       | iii-aaa, hiaaa              |           |              |            |                              | -                 | -                 |                     |          |
| caballo     | hiiii                       |           |              |            | neigh                        | ヒヒーーン        | hihiiin           |                     |          |
| Cerdo       | ¡oenc, oenc! u ¡oinc, oinc! |           | grunz / oink | oin        | oink                         | ブーブー          | buubuu            | kwik                | röf      |
| Cuervo      | cra                         | gua       | kwrah        | croa       | caw                          | 力ー力ー          | kaakaa            |                     | kár      |
| Gallo       | quiquiriquí / cocorocó*     | cacaracá  | kikeriki     | coco rico  | cock-a-doodle-doo            | コケコッコー      | kokekokkoo        | kukuryku / kikiriki | kukurikú |
| Gato        | miau                        | mau       | miau         | miaou      | meow                         | ニャー            | nyaa              | miau                | miáu     |
| Grillo      | cricrí                      | gri       | zirp         |            | chirp                        |                   |                   | cr                  |          |
| Oveja/Cabra | bee / mee                   |           | mäh          | bê         | baa                          | メェー            | mee               | mee / bee           | bee      |
| Pato        | cua                         | cua       | quak         | coin       | quack                        | ガーガー          | gaagaa            | kwak                | háp      |
| Pavo        | gluglú                      |           |              |            | gobble-gobble-gobble         | -                 | N/A               |                     |          |
| Perro       | guau                        | güou      | wau / wuff   | ouah       | arf / woof                   | ワン              | wan               | hau                 | vau      |
| Rana        | croac                       | cra       | quaak        | coa        | ribbit                       | ゲロ              | gero              | kum                 | brekeke  |
| Vaca        | muu                         | mu        | muh          | meuh       | moo                          | モー              | moo               | muu                 | bú       |

* Variante aceptada en Argentina y Chile.